# Société française de graphologie
La Société française de graphologie (SFDG) est une société savante (association loi de 1901) à but non lucratif reconnue d'utilité publique, fondée en 1871 par l’abbé Jean-Hippolyte Michon, dans le but de promouvoir la graphologie, et dont le siège social est situé à Paris 7 au 5 rue Las Cases. Elle est actuellement présidée par Mme Véronique de Villeneuve.

## Historique
Fondée le 20 mars 1871 par l’abbé Jean-Hippolyte Michon et son associée Émilie de Vars, l'association a d'abord son siège social rue de Chanaleilles à Paris 7.
Le 24 novembre 1871, Michon donne sa première conférence graphologique à la salle du boulevard des Capucines, avant d’organiser dans toute la France et en Suisse d’autres conférences. Dix ans après, la Société comptait 126 membres.
À la suite de dissensions internes dans la Société de graphologie, présidée alors par le Dr Legrain, Jules Crépieux-Jamin, « homme bon, mais caractère entier et irascible », fonde une société concurrente, la Société graphologique de France. Après leur mort, André Lecerf ayant succédé à Crépieux-Jamin, les deux sociétés fusionnent le 29 janvier 1945, sous la présidence de Maurice Delamain et l'aide d'Édouard de Rougemont.
En 1946, la Société fait poser une plaque de marbre commémorative sur la chaumière natale de l’abbé Michon en Corrèze.
En 1954, Pierre Foix crée le Syndicat des graphologues professionnels.
En 1976, la Société prend le nom officiel de « Société française de graphologie ».

### Utilité publique
Après deux tentatives infructueuses en 1923 par le Dr Legrain, puis 1945 par l’ambassadeur Kammerer, la SFDG obtient la reconnaissance d’utilité publique, sur avis favorable du Conseil d’État, du Ministère des Affaires culturelles et du Ministère de l’Éducation nationale, par décret du ministre de l’Intérieur en date du 4 février 1971, pour le centenaire de l’association. La SFDG compte alors 1 800 membres.

## Siège

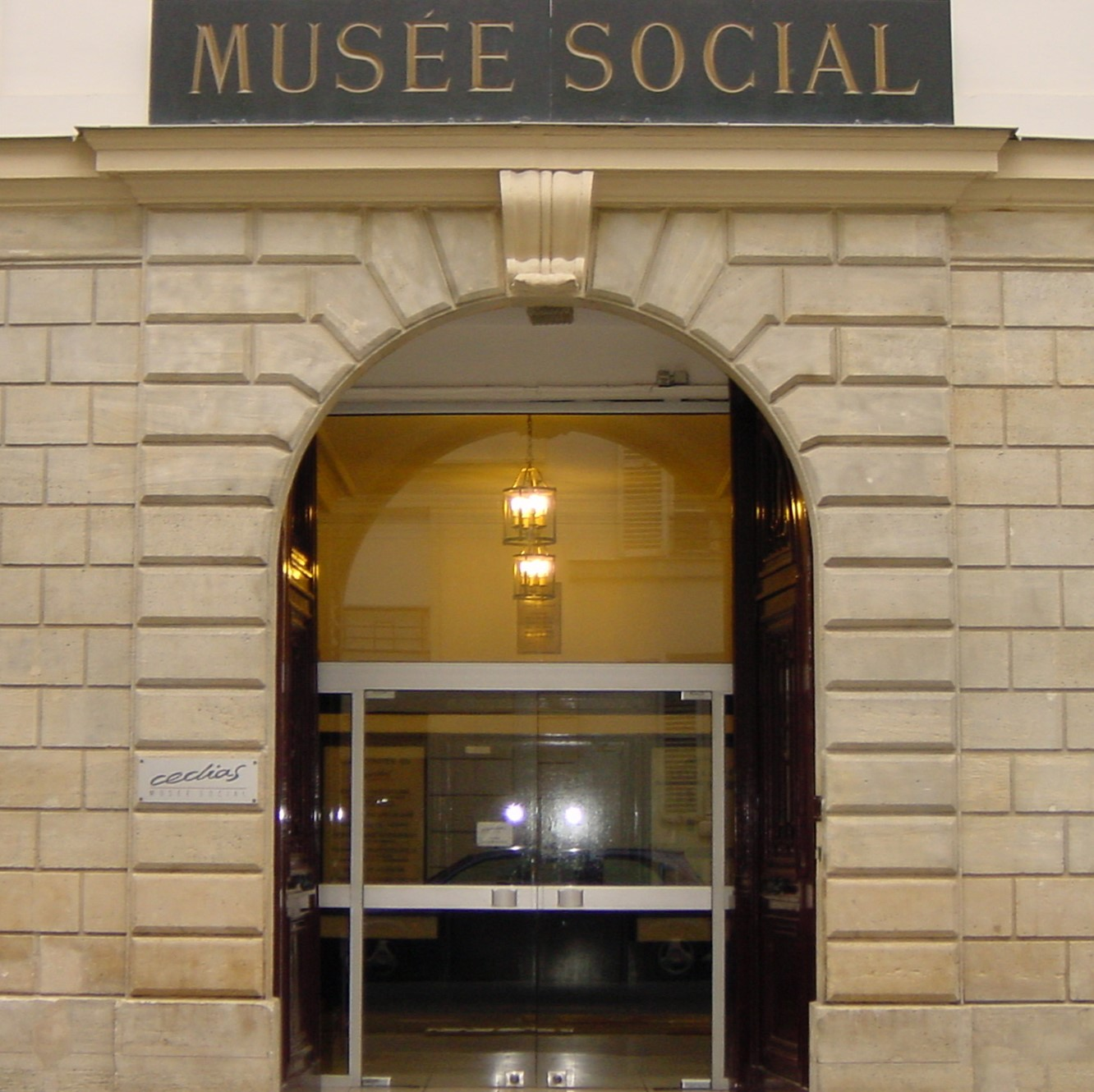
Le Musée social de Paris abrite le siège de la SFDG.

La SFDG est d'abord fondée au 5 rue de Chanaleilles à Paris 7 (au no 3 vécut l’écrivain Jean Loisy), où l'abbé Michon avait son domicile parisien. Elle aura ensuite son siège au : 150 boulevard Saint-Germain (1921), puis au 28 rue Serpente à Paris 6 (1928). Dès l'après-guerre, la SFDG s'installe rue Las Cases (Paris 7), dans les locaux du Musée social de Paris qu'elle occupe encore aujourd'hui.

## Organisation

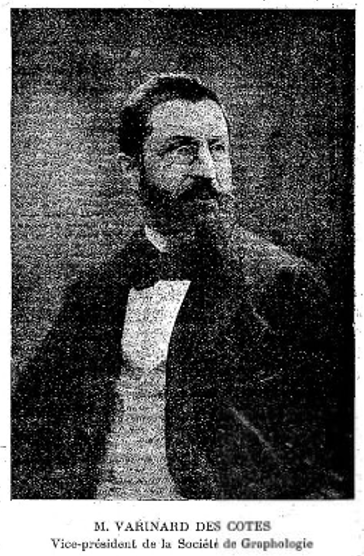
Pierre Varinard des Côtes, l'un des présidents de la SFDG.

### Présidents
- 1871-1881 : Abbé Jean-Hippolyte Michon (1806-1881)
- 1882-1886 : Adrien Varinard (1824-1886), juge de paix, avocat et expert en écriture
- 1886-1896 : Alexandre Lair (1832-1896), magistrat, maire de Fréville
- 1896-1898 : Dr René Berseaux († 1898)
- 1898- ap 1904 : Joseph Depoin (1855-1924), historien, sténographe de la Chambre des députés, président de l'Institut sténographique, secrétaire général de la Société historique du Vexin
- Jusqu'en 1921 : Pierre Varinard des Côtes (1858-1937), fils d'Adrien Varinard, architecte de la ville de Paris et chevalier de la Légion d'honneur
- 1921-1924 : de nouveau J. Depoin
- 1924-1926 : Dr Charles Richet (1850-1935), physiologiste ayant reçu le prix Nobel
- 1926-1939 : Dr Paul-Maurice Legrain (1860-1939), psychiatre et médecin-chef des asiles d'aliénés de la Seine
- 1940-1945 : Albert Kammerer (1875-1951), ambassadeur
- 1945-1967 : Maurice Delamain (1883-1974)
- 1967-1981 : Suzanne Bresard
- 1982-2000 : Jacqueline Peugeot, spécialiste de l'écriture des enfants
- Depuis 2000 : Véronique de Villeneuve

### Membres
Depuis sa création, beaucoup de personnalités ayant un intérêt marqué pour la graphologie comptent parmi les membres d’honneur de la SFDG. Plusieurs sont membres de l’Académie française, beaucoup sont d'éminents représentants de la science, de la littérature, de la philosophie et de l'histoire.
On cite, par ordre alphabétique : François Achille-Delmas, Gaston Berger, Henri Bergson, Marcel Boll, Léon Brunshweig, Louis de Broglie, Alain Decaux, Georges Duhamel, André Gide, Édouard Herriot, Maurice Herzog, René Huygues, Albert Kammerer, amiral Lucien Lacaze, René Le Senne, Lucien Lévy-Brühl, André Maurois, Paul Morand, Charles Nicolle, Charles Richet, Jean Rostand, le Dr Schweizer, Gustave Thibon, Paul Valéry.

## Actions
L’association se veut objective et d’esprit scientifique. Elle a pour mission « de promouvoir la graphologie, d’œuvrer à son approfondissement et à son actualisation par des études et des recherches » (Statuts).
Animée par un conseil d’administration et par la participation active et bénévole de membres adhérents, elle propose des formations en graphologie dans le cadre de l’enseignement supérieur libre déclaré auprès du Rectorat de Paris et délivre un diplôme privé de graphologie après une session annuelle d’examens écrits et oraux.
Elle organise des colloques nationaux et internationaux ainsi que des « soirées graphologiques » et de journées d’étude, et développe au travers de l’enseignement qu’elle délivre un esprit de recherche actif et ouvert.
Elle possède une bibliothèque recensant une grande collection de revues, les principales revues étrangères et de nombreux livres de graphologie, de psychologie et de sciences humaines, laissés à la libre disposition des adhérents.
Elle est cofondatrice d’un code européen de déontologie et membre fondateur de l’Association déontologique européenne des graphologues (ADEG).
Elle est représentée dans plusieurs régions de France par des associations partenaires et dans plusieurs pays par des correspondants.

### Revue
Lors de sa fondation, la Société édita un feuillet hebdomadaire rédigé directement par Michon. Le premier numéro parut le 18 novembre 1871 sous le titre de Journal des autographes — L'art de juger les hommes sur leur écriture, dans lequel Michon établissait des portraits psychologiques de personnalités d'après son Système, et relatait les conférences qu’il donnait en France et en Suisse. Il s'engageait en plus à offrir un portrait à chaque nouvel abonné. À partir du n° 33 (juillet 1872), le périodique devient bimensuel.
À noter que la revue Mercure de France fut l’un des premiers périodiques à ouvrir ses colonnes à la graphologie, avec le graphologue Édouard de Rougemont pour correspondant.

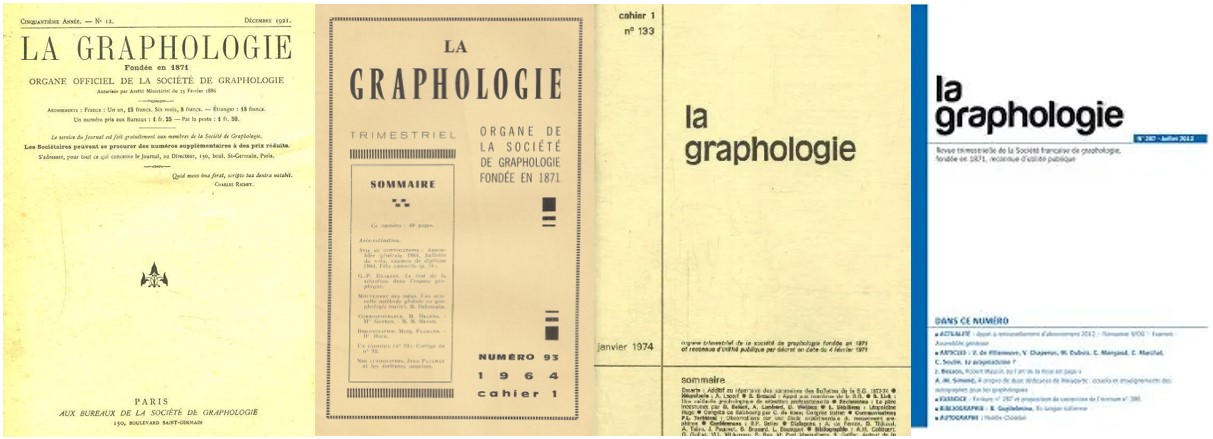
Évolution de la revue

Dès 1935, elle publie une revue, au début bimestrielle puis trimestrielle, qui prendra le titre de Graphologie, puis La graphologie scientifique de 1926 à 1939. L'association dissidente fondée par Crépieux-Jamin, la Société graphologique de France, édite elle-même une revue intitulée Graphologie de 1934 à 1939. Depuis 1946 et à la suite de la fusion des deux associations, le bulletin trimestriel (devenu annuel) est publié jusqu'à aujourd'hui sous le nom de La graphologie.
Chaque revue est axée sur une thématique graphologique contemporaine. Elle propose une réflexion qui ouvre des perspectives et élargit le débat à partir d’articles illustrés par des écritures variées (adultes, adolescents ou enfants) et d’études de cas commentés par des graphologues professionnels qui partagent leur expérience. Elle cherche à intéresser les graphologues chevronnés et professionnels, les étudiants pour qui elle est un outil de travail et tous ceux qui cherchent à mieux comprendre la personnalité humaine et ses modes de fonctionnement.
Diffusée à quelques centaines d’exemplaires dans les années 1930, elle accroît régulièrement son audience et compte plus de 7 500 abonnés dans les années 1990. En 2010, la couverture se modernise et prend la couleur bleue. En 2018, la revue devient annuelle et se concentre sur l'approfondissement d'un seul thème. Dès 2025 paraît la première version numérique de la revue, accessible sur le site de la SFDG aux seuls adhérents, le Conseil d’administration de la SFDG ayant estimé que l'impression papier était trop coûteuse.

### Congrès internationaux de graphologie
- Le 1er en 1900 : Compte-rendu du 1er congrès international des sciences de l’écriture, tenu à Paris du 24 au 31 mai 1900, Société de graphologie, 1902, 167 p.
- Le 2e en 1928, IIe congrès international de graphologie organisé par la Société de graphologie (9, 10 et 11 juin 1928), Alcan, 1930, 294 p. Congrès sous le haut patronage de Louis Barthou, ministre de la Justice[13]. Thèmes : la notion de valeur en graphologie, le dédoublement de personnalité, l’écriture des enfants.
- Le 3e du 19 au 22 septembre 1937[14].
- En 1939, le Congrès programmé en septembre est annulé à cause de la guerre[15].
- Semaine graphologique de France tenue à Paris du 26 au 30 juin 1946[16].
- Journées graphologiques internationales (Paris, 28, 29 et 30 septembre 1959), Société de graphologie, 289 p.
- Congrès international de graphologie à Amsterdam (Pays-Bas) en avril 1966, traitant principalement de graphopathologie.
- « Journée du Centenaire » (20 mars 1971)[17].
- Congrès international de graphologie à Paris (18-20 mars 1976) sur le thème : « L’équilibre au travers du graphisme »[18].
- Congrès international de graphologie en janvier 1984.
- Congrès international de graphologie en 1989.
- Colloque international de graphologie des 28-29 mars 2014 sur le thème : « Défier l’avenir ».

## Syndicats
Le Syndicat des graphologues professionnels de France (SGPF), créé le 17 juin 2011, est né de la fusion du Groupement des graphologues-conseils de France (GGCF) et du Syndicat des diplômes de la Société de graphologie (SGDS). Déclaré sous le régime de la loi du 24 mars 1884, il regroupe des professionnels diplômés de la SFDG, garante de la formation. Il est ouvert aux personnes ayant une culture graphologique sérieuse et travaillant dans les ressources humaines.
Le SGPF veille à la formation permanente de ses membres dans le but d’affiner leurs compétences. Ils cherchent à s’adapter et actualiser leur savoir-faire en fonction des mutations de la vie professionnelle. Actuellement, le Syndicat est présidé par Mme Claude Toffart-Derreumaux.
Le SGPF et la SFDG sont tous deux membres de l'Association déontologique européenne des graphologues (ADEG), fondée en 1990. Liés par une éthique, les graphologues s’engagent à respecter le Code européen de déontologie de la profession.

## Publications de la SFDG
- Adrien Varinard, J.-H. Michon, sa vie et ses œuvres, SFDG, Paris, 1883.
- Pierre Varinard, La graphothérapie, nouveau procédé d'éducation par la graphologie inverse, SFDG, Paris, 1900.
- Solange Pellat, L'écriture caressante — Étude sur la flatterie, la souplesse psychologique, le désir de paraître sympathique, SFDG, Paris, 1903. En ligne sur Gallica.
- Isabelle Ungern Sternberg, Études de graphologie supérieures, SFDG, Paris, 1913.
- Joseph Depoin, Les écritures à la mode et l'évolution de l'écriture en France, SFDG, Paris, 1920.
- Édouard de Rougemont, Commentaires graphologiques sur Charles Baudelaire, SFDG, 1923.
- Solange Pellat, Le cœur dans l'écriture : considérations sur l'égoïsme et les sentiments généreux facilitant l'accès des études graphologiques, SFDG, Paris, 1927.
- Édouard de Rougemont, L'analyse et la synthèse en graphologique, SFDG, 1928.
- Camille Streletsky, L'homme est dans son écriture, SFDG, 1929.

Les membres de la SFDG qui adhèrent au GGCF doivent rédiger un mémoire sur un thème graphique précis dans le but de faire progresser la discipline graphologique, lequel est ensuite publié.